# 泡瀬ゴルフ場

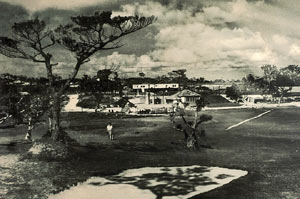
沖縄戦の翌年、1946年にゴルフ場運営が始まった。

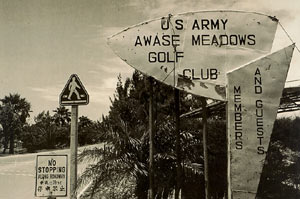
米陸軍「泡瀬メドウズゴルフクラブ」

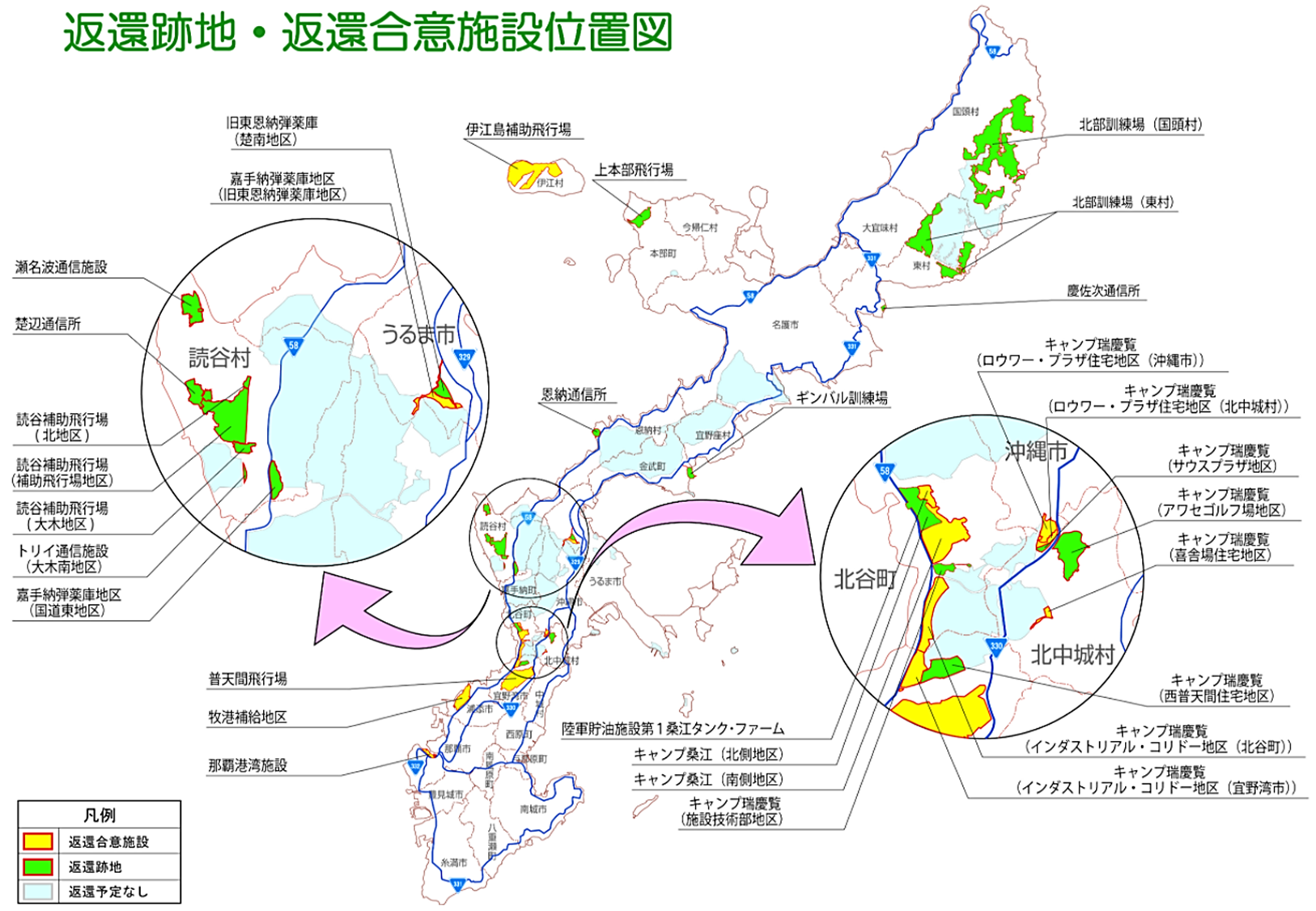
泡瀬ゴルフ場は、キャンプ瑞慶覧 (キャンプ・フォスター) 内にあった。

泡瀬ゴルフ場（あわせゴルフじょう、Awase Meadows Golf Course）は、かつて沖縄県中頭郡北中城村のキャンプ・フォスター内にあった在日米軍専用のゴルフ場である。日米合同委員会によって条件付きの返還が合意され、2009年、新設の海兵隊のゴルフ場 (Taiyo Golf Club) が嘉手納弾薬庫内に建設され、2010年7月31日に泡瀬ゴルフ場が返還された。現在は多機能複合型ショッピングモール「イオンモール沖縄ライカム」や中部徳洲会病院などが建ち、北中城村の都市開発拠点となっている。

## 概要
1948年（昭和23年）に泡瀬メドースゴルフクラブとして開業。沖縄では初のゴルフ場であったが、当時沖縄を占領していた米陸軍が建設したゴルフ場であり、県民の利用は米軍関係者と米軍関係者からの紹介、又はコースの空きがある場合にのみに限られていた。
このように基本的には米軍関係者のための施設ではあったものの、民間人が自由に利用できるゴルフ場は1965年（昭和40年）に沖縄カントリークラブが開業するまで存在せず、県民にとっては唯一のゴルフ場であり、沖縄がゴルフ王国と呼ばれる礎になった場所とも言われる。
沖縄の本土復帰後も米軍施設として残り、ゴルフ場利用税の適用対象外であった。また、1975年（昭和50年）にはゴルフ場が立地していたキャンプ瑞慶覧の施設管理権が陸軍から海兵隊に移管されたため、ゴルフ場も海兵隊の管轄となっていた。
1996年（平成8年）3月に日米合同委員会で沖縄市、およびうるま市にまたがる旧東恩納弾薬庫地区（嘉手納弾薬庫地区の一部地区に。2006年（平成18年）10月に返還され、2009年（平成21年）1月に敷地の一部に陸上自衛隊沖縄訓練場が設置された。以下、同じ）に移設することを条件に返還が合意され、移設工事が終了した2010年（平成22年）2月に営業を終了した。そして同年7月31日に返還された。返還への経緯、及び返還後の跡地利用については、後述の#返還への経緯、#跡地利用を参照。

## 沿革
- 1946年 米陸軍により建設開始。
- 1948年 開業（当時は8ホール）。
- 1953年 18ホールに拡大するため、農地の強制接収が行われた。
- 1960年　砂ヤードから草ヤードへ変更。
- 1975年　管轄が陸軍から海兵隊へ変更。
- 1988年4月 西銘順治沖縄県知事（当時）がアメリカ政府にゴルフ場の返還を要請。
- 1996年3月 日米合同委員会にてゴルフ場の返還が合意。
- 2006年6月20日 イオンモールの誘致が決定。
- 2009年12月18日 2013年秋を目標とするイオンモール開業に関する基本合意書を締結。
- 2010年2月12日 旧東恩納弾薬庫地区への移設が完了。
- 2010年2月21日 営業を終了。
- 2010年7月31日 返還。

## 土地の強制接収
沖縄戦で住民が民間人収容所に収容されている間、米軍はリクリエーション施設の建設も始めた。米軍の保養施設としてのゴルフ場は嘉手納にも広大なゴルフ場を持っていたが、米軍はさらにコザ市(現在の沖縄市)の泡瀬ゴルフ場の拡張計画を発表した。良質な農地を奪われることに多くの元土地所有者が激しく抵抗したことが米軍側の報告書に記録されている。

## 返還への経緯
当時の沖縄県知事である西銘順治が1988年（昭和63年）4月に訪米した際に、ゴルフ場が立地する地域がリゾート開発上必要な地域であるということから、アメリカ政府に返還を要請したことが返還へのきっかけである。
その後の1996年（平成8年）3月の日米合同委員会においてゴルフ場の機能を旧東恩納弾薬庫地区に移設することを条件に返還が合意された。予定では2003年（平成15年）に移転工事が完了する予定であったが、環境影響調査や文化財調査などにより工事が遅れ、最終的に2010年（平成22年）2月12日に移転工事が完了、ゴルフ場は同月21日をもって営業を終了した。返還は順調にいけば同年3月末に行われる予定であったが、事務手続きの遅れにより7月末までずれ込んだ。

## 条件付き返還
1996年3月の日米合同委員会が合意した「返還」は条件を伴うもので、それは嘉手納弾薬庫地区の東側に日本側が新しい土地と新設ゴルフ場を建設し米海兵隊に提供するという「条件つきの返還」であった。日本側が海兵隊に提供する新しいゴルフ場は、嘉手納弾薬庫地区の旧東恩納弾薬庫で、海兵隊によると。泡瀬ゴルフ場は5,765 ヤードで110エーカーであったが、日本が米軍に提供する新設のゴルフ場は6,800ヤードで247エーカーという格段のグレードアップで、海兵隊 HP は Taiyo Golf Club を、泡瀬ゴルフ場より「何光年も先をいく」ゴルフ場と呼んでいる。泡瀬よりもグリーンは75%も広くなり、二階建てのカジノ併設のクラブハウスや練習場も併設されている。

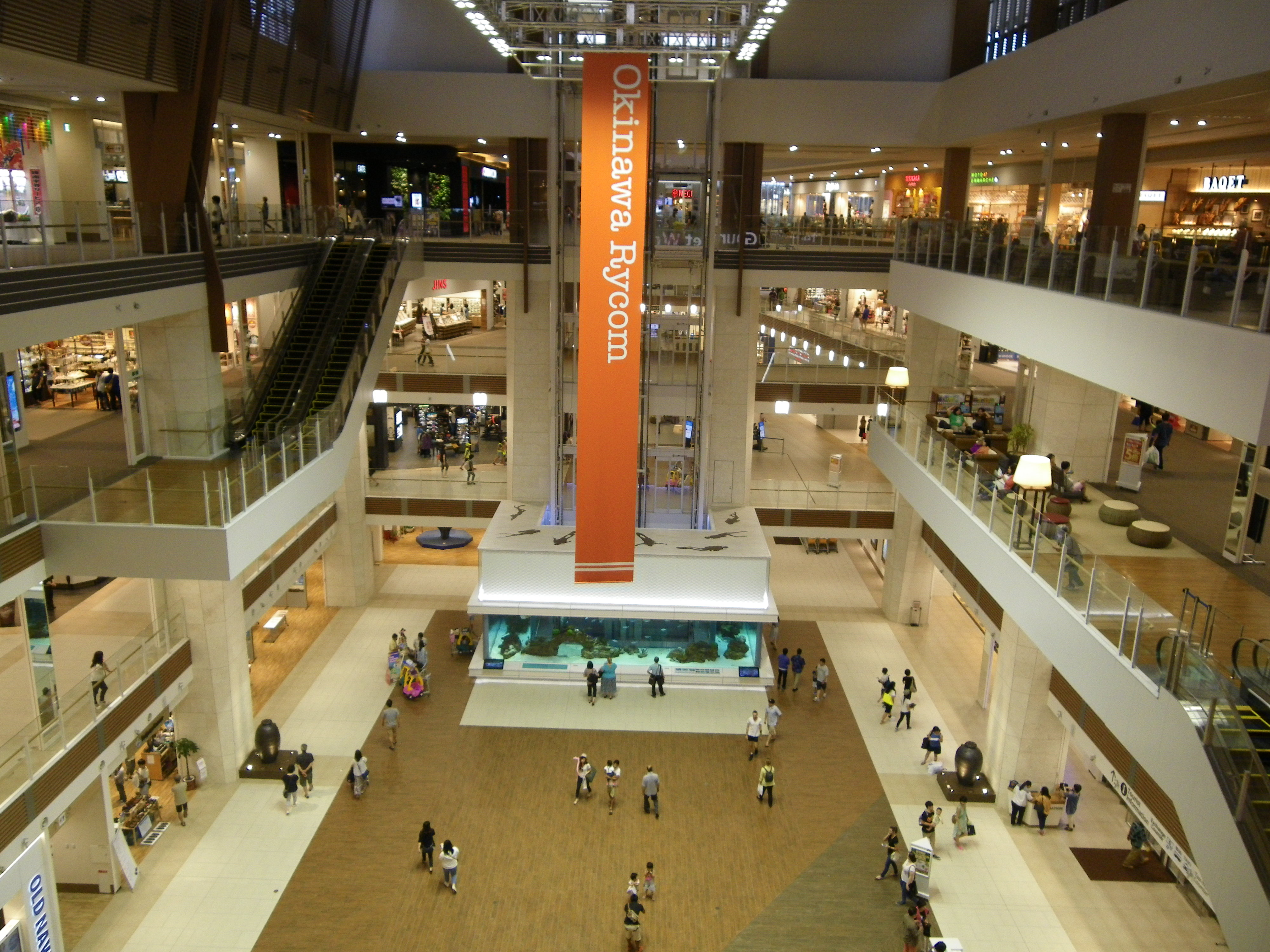
イオンモール沖縄ライカムとフロアの巨大水槽

太陽ゴルフ場
- コース: 35.7ha
- 面積: 170.7ha
- 18ホール(par72)[12]

|          | 泡瀬ゴルフ場の返還と Taiyo Golf Club の提供 | 泡瀬ゴルフ場の返還と Taiyo Golf Club の提供 | 泡瀬ゴルフ場の返還と Taiyo Golf Club の提供 | 泡瀬ゴルフ場の返還と Taiyo Golf Club の提供 | 泡瀬ゴルフ場の返還と Taiyo Golf Club の提供 |
| -------- | ------------------------------------------- | ------------------------------------------- | ------------------------------------------- | ------------------------------------------- | ------------------------------------------- |
| 返還     | 泡瀬ゴルフ場                                | キャンプ瑞慶覧                              | 5,765ヤード                                 | 110エーカー                                 | 2010年に返還                                |
| 代替施設 | 太陽ゴルフ場                                | 嘉手納弾薬庫地区                            | 6,800ヤード                                 | 247エーカー                                 | 2009年に提供                                |

## 跡地利用
跡地利用に関しては、大型ショッピングセンター、大学院大学や県立芸術大学の誘致、民間ゴルフ場としての運営などの案が出されたが、最終的にはイオンモールが経営するショッピングセンターが建設されることが2006年（平成18年）6月に決定した。
2008年（平成20年）にはアワセゴルフ場地権者会とイオンモールとの間で事業推進の協定書が締結され、2009年（平成21年）にはゴルフ場地権者らで構成された北中城村アワセ土地区画整理組合設立準備会とイオンモールとの間に2013年秋を目標とするイオンモール開業に関する「複合型商業交流施設の事業実施に関する基本合意書」が締結された。規模としては、2010年（平成22年）現在において県内最大のショッピングセンターであるサンエー那覇メインプレイスを抜き、敷地面積約16万m2、新規雇用者約2500人、商圏を沖縄県全域とする県内最大規模のショッピングセンターとなる予定である。